# Samtgemeinde Ilmenau
Die Samtgemeinde Ilmenau ist eine Samtgemeinde im Landkreis Lüneburg.
Zu ihr gehören die Gemeinden Barnstedt, Deutsch Evern, Embsen und Melbeck.

## Politik
Die Samtgemeinde Ilmenau gehört zum Landtagswahlkreis 48 Elbe und zum Bundestagswahlkreis 37 Lüchow-Dannenberg – Lüneburg.

### Samtgemeinderat
Der Samtgemeinderat Ilmenau besteht aus 22 Ratsfrauen und Ratsherren. Die festgelegte Anzahl für eine Gemeinde mit einer Einwohnerzahl zwischen 10.001 und 11.000 Einwohnern beträgt üblicherweise 26. Auf Beschluss des Rates wurde diese allerdings für die aktuelle Wahlperiode um vier Mitglieder gesenkt. Die Ratsmitglieder werden durch eine Kommunalwahl für jeweils fünf Jahre gewählt. Neben den 22 in der Samtgemeindewahl gewählten Mitgliedern ist außerdem der hauptamtliche Samtgemeindebürgermeister im Rat stimmberechtigt.
Aus dem Ergebnis der Kommunalwahl 2021 ergab sich folgende Sitzverteilung:
| Samtgemeinderat 2021Insgesamt 22 Sitze - Linke: 1 - SPD: 6 - Grüne: 4 - BLI: 1 - UWI: 4 - FDP: 1 - CDU: 5 | Samtgemeindewahl 2021Wahlbeteiligung: 64,02 % 3020100 26,1 %21,4 %18,9 %18,3 %5,0 %4,6 %2,9 %1,5 %1,3 % SPDCDUUWIcGrüneBLIeFDPLinkeBasisFWAnmerkungen:c Unabh. Wählergemeinschaft Ilmenaue Bürgerliste Ilmenau |

Vorherige Sitzverteilungen:
| Wahljahr | CDU                                                                                         | SPD | Grüne | UWI | Linke | BLI | Gesamt   |
| 2011     | 8                                                                                           | 8   | 4     | 4   | 1     | 1   | 26 Sitze |
|          | __________________________ UWI: Unabh. Wählergemeinschaft Ilmenau; BLI: Bürgerliste Ilmenau |     |       |     |       |     |          |

### Samtgemeindebürgermeister
Bei der Wahl zum Samtgemeindebürgermeister 2021 gewann Peter Rowohlt (SPD) mit 80,98 Prozent der Stimmen gegen Andrea Szymanski (Grüne). Die Wahlbeteiligung lag bei 63,71 Prozent.

### Gemeindepartnerschaften
- Westerveld (Niederlande), seit 1990
- Brørup (Dänemark), seit 1992
- Gołańcz (Polen), seit 2005